# Emil Sjögren

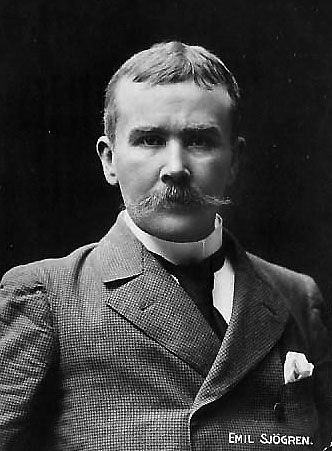
Emil Sjögren, ca. 1900

Emil Sjögren (* 16. Juni 1853 in Stockholm; † 1. März 1918 in Knivsta, Schweden) war ein schwedischer Komponist und Pianist.

## Leben
Sjögren studierte von 1869 bis 1874 am Konservatorium in Stockholm und von 1879 bis 1890 bei Friedrich Kiel in der Königlich Akademischen Hochschule für ausübende Tonkunst. Er wirkte später als Musikpädagoge und Organist in Stockholm. Er ist vor allem wegen seiner Lieder, seiner fünf Sonaten für Violine und Klavier und seiner zahlreichen Klavierkompositionen bekannt.
2003 wurde in Schweden eine Emil-Sjögren-Gesellschaft gegründet.
Emil Sjögren wurde auf dem Friedhof Norra begravningsplatsen (deutsch Nordfriedhof) im schwedischen Solna in der Provinz Stockholms län beerdigt.

## Werke (Auswahl)
- Erotikon, fünf Stücke für Klavier op. 10, 1883, W. Hansen, Kopenhagen, 1912 OCLC 21605762 I Allegro b-Moll II Allegretto Des-Dur Iii Vivace As-Dur IV Andantino G-Dur V Allegretto con moto F-Dur (Digitalisate beim IMSLP)
- Sechs Lieder aus Julius Wolff’sTannhäuser  op. 12, 1884 I Du schaust mich an mit stummen Fragen. Andantino As-Dur II Jahrlang möcht' ich so Dich halten. Allegretto con anima As-Dur III Wie soll ich's bergen, wie soll ich's tragen. Con passione f-Moll IV Hab' ein Röslein Dir gebrochen. Allegretto semplice F-Dur V Vor meinem Auge wird es klar. Con moto Des-Dur VI Ich möchte schweben über Thal und Hügel. Non troppo presto Ges-Dur (Digitalisate beim IMSLP)
- På Vandring für Klavier op.15, 1884 I Morgonvandring. Allegro non troppo ma vigoroso C-Dur II I skogen. Andante tranquillo a-Moll III På sjön. Allegretto grazioso As-Dur IV I bykrogen. Allegro vivace B-Dur V Serenad. Allegretto con anima B-Dur Vi Aftonstämning. Andantino As-Dur (Digitalisate beim IMSLP)
- Violinsonate Nr. 1 g-moll op. 19, Stockholm, 1886 I Allegro vivace II Andante III Finale. Presto (Digitalisat beim IMSLP)
- Stemninger [Stimmungen] op. 20, acht Klavierstücke
- Violinsonate Nr. 2 e-moll op. 19, Stockholm, 1889 I Allegro moderato II  Allegretto scherzando  III  Andante sostenuto IV. Con fuoco (Digitalisat beim IMSLP)
- Violinsonate Nr. 3 g-moll op. 32, 1900 I Allegro moderato II  Allegretto vivace  III  Largo IV. Allegro assai (Digitalisat beim IMSLP)
- Klaviersonate Nr. 1 e-moll op. 35, 1903
- Präludium und Fuge d-moll für Klavier op. 39, Erstveröffentlichung, 1904 (Digitalisat beim IMSLP)
- Poème für Violine und Klavier op. 40 Lento e espressivo (Digitalisat beim IMSLP)
- Vier Klavierstücke op. 41, komponiert 1902/03 I Élégie sur le motif E-b-b-a. Andante tranquillo d-Moll II Le Pays lointain. Andante sostenuto D-Dur III Humoresque. Allegro vivace D-Dur IV La Tourterelle. Allegretto grazioso d-Moll (Digitalisat beim IMSLP)
- Legender [Legenden] für Orgel op. 46, 1905 (Digitalisat beim IMSLP)
- Violinsonate Nr. 4 b-moll op. 47, 1908 I  Andante espressivo II Scherzo vivacissimo III Andante con moto IV. Allegro vivace (Digitalisat beim IMSLP)
- Thema und Variationen für Klavier op. 48, komponiert zwischen 1904 und 1908, Erstveröffentlichung 1909 Thema, acht Variationen, Fuge und Finale (Digitalisat beim IMSLP)
- Cellosonate A-Dur op. 58, komponiert 1911. I Allegro agitato II Romanze: Andante con moto III Allegro con spirito (Digitalisat beim IMSLP)
- Violinsonate Nr. a-moll op. 61, 1914 I Sostenuto ed espressivo II Scherzo vivacissimo III Andante con Nobilität IV. Allegro giocoso (Digitalisat beim IMSLP)

## Aufnahmen
Von Sjögren ist eine Aufnahme vom 20. November 1905 auf Klavierrolle für Welte-Mignon überliefert, das Andante aus seiner Sonate Op. 44, 2 A-Dur.